# Vladimír Janočko (politik)
Vladimír Janočko (* 11. června 1950) je slovenský advokát, bývalý československý politik, do roku 1989 člen Strany slovenské obrody, po sametové revoluci poslanec Sněmovny národů Federálního shromáždění za Demokratickou stranu. Od 90. let slovenský místní politik, člen Strany občanského porozumění, počátkem 21. století starosta městské části Košice-Pereš.

## Biografie
Vystudoval Právnickou fakultu Univerzity Pavla Jozefa Šafárika v Košicích. Je ženatý, má dvě děti. Do roku 1989 byl členem Strany slovenské obrody. K roku 1990 je profesně uváděn jako vedoucí odboru podnikové kontroly ve Východoslovenských železárnách.
V lednu 1990 zasedl v rámci procesu kooptací do Federálního shromáždění po sametové revoluci do slovenské části Sněmovny národů (volební obvod č. 135 – Bohdanovce, Východoslovenský kraj) jako poslanec za obnovenou Demokratickou stranu. Ve Federálním shromáždění setrval do konce funkčního období, tedy do voleb roku 1990.
Později působil jako advokát a zastával také post přednosty Okresního úřadu Košice IV. Stranicky se angažoval ve Straně občanského porozumění. V komunálních volbách na Slovensku roku 2002 kandidoval úspěšně na starostu Městské části Košice 5-Pereš jako nezávislý kandidát. V komunálních volbách na Slovensku roku 2006 se o tento post ucházel znovu, tentokrát jako nezávislý kandidát s podporou strany SMER - sociálna demokracia a Ľudová strana - Hnutie za demokratické Slovensko. Byl ale poražen a starostenskou funkci neobhájil. O návrat do funkce starosty Pereše se neúspěšně pokusil i v komunálních volbách na Slovensku roku 2010. Nyní coby kandidát za menší levicové subjekty Stranu demokratické levice a Strana občianskej solidarity.